# Nouveaux philosophes
L’expression « nouveaux philosophes » ou « nouvelle philosophie » désigne un courant philosophique, médiatique et éditorial apparu au milieu des années 1970 et représenté par des auteurs issus pour la plupart de la gauche maoïste française, en rupture de ban et engagés dans la critique du totalitarisme : Alain Finkielkraut, André Glucksmann, Bernard-Henri Lévy, Pascal Bruckner, Christian Jambet, Guy Lardreau, Jean-Paul Dollé, Gilles Susong, etc., auxquels s’associent Jean-Marie Benoist et Maurice Clavel.

## Histoire
En novembre 1973, la Gauche prolétarienne, un groupe révolutionnaire clandestin d’inspiration maoïste, prend la décision de s’auto-dissoudre. Émergent alors deux tendances dans la mouvance maoïste, dont la G.P. était la principale représentante :
- l’une, représentée par André Glucksmann, appelle à entreprendre une dénonciation du marxisme, à partir d’une réflexion sur le totalitarisme ;
- l’autre, représentée par Alain Badiou, alors dirigeant de l'Union des communistes de France marxiste-léniniste, considère que remettre en cause les principes du marxisme, c’est « jeter le bébé avec l’eau du bain » et que « la démocratie n’est rien d’autre qu’un outil de propagande du capitalisme[2]. »

En juillet 1975, André Glucksmann publie La Cuisinière et le mangeur d'hommes, réflexions sur l'État, le marxisme et les camps de concentration, où il établit un parallèle entre le nazisme et le communisme. Bernard-Henri Lévy lui consacre un article élogieux dans Le Nouvel Observateur du 30 juin 1975.
Les éditions Grasset ont confié à Bernard-Henri Lévy la direction d’une collection d’ouvrages de philosophie, appelée « Figures ». Au printemps 1976, il y publie L'Ange de Christian Jambet et Guy Lardreau. Issus de la Gauche prolétarienne, influencés par les thèses de Jacques Lacan et de Maurice Clavel, Jambet et Lardreau se proposent de réhabiliter les fondements chrétiens d’une métaphysique qui, selon eux, inaugure le combat contre le totalitarisme.
Au printemps 1976, Paul Guilbert et Jean-Marie Borzeix, à la direction des Nouvelles littéraires, demandent à Bernard-Henri Lévy de consacrer un dossier au courant de pensée dans lequel il se reconnaît. Chaque semaine, la revue présente un dossier sur un sujet particulier. Paru en juin 1976, il s'ouvre sur une préface de Bernard-Henri Lévy, suivie de quatre entretiens : François Châtelet avec Christian Jambet et Guy Lardreau ; Roland Barthes avec Philippe Roger ; Claude Lévi-Strauss avec Jean-Marie Benoist ; Jean-Toussaint Desanti avec Jean-Paul Dollé. Un texte d’Annie Leclerc clôt le dossier. La formule « les nouveaux philosophes », choisie par Lévy, n'apparaît qu'en titre. Ce n'est qu'une manière de parler, chacun garde son autonomie. Désormais ce courant sera connu sous ce terme.
En mars 1977, Michel Foucault et Bernard-Henri Lévy publient un entretien dans Le Nouvel Observateur, où Foucault affirme :

« Le retour de la révolution, c’est bien là notre problème. Il est certain que, sans lui, la question du stalinisme ne serait qu’une question d’école – simple problème d’organisation des sociétés ou de validité du schéma marxiste. Or c’est de bien autre chose qu’il s’agit, dans le stalinisme. Vous le savez bien : c’est la désirabilité même de la révolution qui fait aujourd’hui problème. »

En mai 1977, Bernard-Henri Lévy publie La Barbarie à visage humain. S’il se situe dans le même champ critique que Glucksmann, il l’élargit en remettant en cause les principes de la révolution conçue par ce qu’il appelle « l’idéologie du désir », c’est-à-dire le courant de pensée animé par Gilles Deleuze, Félix Guattari et Jean-François Lyotard :

« Je tiens qu’une pensée se mesure aussi, sinon d’abord, à l’aune la plus vulgaire : celle de ses effets de vérité, c’est-à-dire de ses effets tout court ; qu’il n’y a pas de meilleur critique que le plus immédiat et le plus trivial, le type d’inscription concrète qu’elle provoque dans le réel.[…] De l’idéologie du désir à l’apologie du pourri sur fumier de décadence, de l’“économie libidinale” à l’innocent accueil fait à la violence brute et décodée, de la “schizo-analyse” même à la volonté de mort sur fond de drogues fortes et de plaisirs transversaux, la conséquence n’est pas seulement bonne, elle est surtout nécessaire. Allez voir Portier de nuit, Sex-o’clock, Orange mécanique, ou plus récemment L’Ombre des anges. Écoutez les pauvres épaves qui s’en vont sur les routes s’exténuer en un dernier “shoot”. Lisez le franc racisme qui s’étalait naguère dans les productions du “Cerfi”… Vous saurez à peu près tout des effets et des principes de “l’idéologie du désir”. »

Au même moment, André Glucksmann publie Les Maîtres Penseurs, où il met en jeu la responsabilité des philosophes dans l’histoire. En en rendant compte dans Le Nouvel Observateur du 9 mai 1977, dans un article intitulé « La grande colère des faits », Michel Foucault constate :

« Le Goulag, toute une gauche a voulu l’expliquer, sinon comme les guerres, par la théorie de l'histoire, du moins par l’histoire de la théorie. Massacres, oui, oui ; mais c’était une affreuse erreur. Reprenez donc Marx ou Lénine, comparez avec Staline, et vous verrez bien où celui-ci s’est trompé. Tant de morts, c’est évident, ne pouvaient provenir que d’une faute de lecture. On pouvait le prévoir : le stalinisme-erreur a été l'un des principaux agents de ce retour au marxisme-vérité, au marxisme-texte auquel on a assisté pendant les années 1960. Contre Staline, n’écoutez pas les victimes, elles n’auraient que leurs supplices à raconter. Relisez les théoriciens; eux vous diront la vérité du vrai. »

Toujours en mai 1977, Gilles Deleuze publie un tract, où il affirme :

« Les nouveaux philosophes font une martyrologie, le Goulag et les victimes de l'histoire. Ils vivent de cadavres. Ils ont découvert la fonction-témoin, qui ne fait qu’un avec celle d’auteur ou de penseur. »

Deleuze y dénonce les ralliements qu'opèrent les nouveaux philosophes, notamment celui de Philippe Sollers :

« Sollers avait été le dernier en France à faire encore une école vieille manière, avec papisme, excommunications, tribunaux. Je suppose que, quand il a compris cette nouvelle entreprise, il s’est dit qu’ils avaient raison, qu’il fallait faire alliance, et que ce serait trop bête de manquer ça. »

Roland Barthes apporte son soutien à Bernard-Henri Lévy, dans une lettre publiée par Les Nouvelles littéraires le 26 mai 1977. Barthes y regrette « la critique de Deleuze » (au sens de remise en cause de Deleuze par Lévy), qui lui « paraît erronée », mais ne cache pas à Lévy sa proximité avec les idées qui sont en jeu dans La Barbarie à visage humain et, en particulier, à « celles qui ont trait à la crise de la transcendance historique ». Barthes conclut : 

« Est-ce qu’il n’y aurait pas une sorte d’accord entre l’idéologie optimiste du “progrès” historique et la conception instrumentaliste du langage ? Et à l’inverse, est-ce qu’il n’aurait pas le même rapport entre toute mise en distance critique de l’Histoire et la subversion du langage intellectuel par l’écriture ? Après tout, l’ars scribendi, succédant à l’art oratoire, a été historiquement lié à un déplacement de la parole politique (de la politique comme pure parole). Votre projet ne fait que relancer ce déplacement, occulté depuis qu’on a cessé d’écrire la politique, c’est-à-dire depuis Rousseau. »

Le 27 mai 1977, Bernard Pivot convie sur le plateau de l'émission Apostrophes, Bernard-Henri Lévy et André Glucksmann, pour débattre de la question : « Les nouveaux philosophes sont-ils de droite ou de gauche ? » Sont également invités Maurice Clavel, qui soutient leurs thèses, et François Aubral et Xavier Delcourt, qui s’y opposent. "Goulag", "Goulag" serait leur seule réponse aux propositions politiques de changement. Toutefois ces deux auteurs excluent de leurs attaques André Glucksmann en qui ils perçoivent un penseur ouvert à la discussion. Celui-ci réagit en les mettant en garde contre toute stratégie d'invective et d'insulte puis se tourne vers son ami pour lui dire" :" toi aussi Bernard-Henri Levy tu en un peu trop fait". Le débat fait connaître au grand public les nouveaux philosophes. 
Bernard-Henri Lévy développe ses thèses dans Le Testament de Dieu, paru en mai 1979, où il oppose la raison grecque, nécessairement optimiste et tragique, selon lui, à la loi juive, pessimiste, mais qui laisserait entrevoir comme l'envers du tragique :

« Si l’on convient d’appeler “tragique” la conception des choses qui dit la pénible dramaturgie du Mal mué en Bien, et “pessimiste” celle qui conte la simple et brute pénibilité d’être homme, homme voué au Mal, au Mal intotalisable, alors il faut conclure, contre l’air du temps une fois de plus, que le Tragique est l’élément même de l’oppression et le pessimisme, peut-être, le point de vue de l’opprimé. »

Philippe Sollers remarque, en rendant compte du Testament de Dieu, dans un article paru dans Le Nouvel Observateur du 30 avril 1979 : 

« Quel livre scandaleux qui se permet l’insolence de douter du miracle grec et de parler du génie du christianisme ! Voici la première critique systématique de “l’Antiquité dans les têtes” (autrement dit de tout le savoir universitaire ou peu s’en faut). […] Ce qui se dévoile est ceci, contraire sans aucun doute à toute vision du monde philosophique : il n’y a pas “la Religion” d’un côté et, de l’autre, autre chose qui serait “la Raison” enfin débarrassée de la Religion. Mais plutôt le fait qu’il n’y a de toute façon, quoi qu’on en dise, que des religions, et que les pires sont celles qui se dénient comme telles, y compris au nom de la science. »

En juin de la même année, Pierre Vidal-Naquet fait paraître dans plusieurs journaux une lettre attaquant violemment les nombreuses erreurs qu'il relève dans Testament de Dieu. À la suite d'une réponse de Bernard-Henri Levy, la polémique enfle et conduit Cornelius Castoriadis à intervenir par un texte intitulé "L'industrie du vide", dans lequel il soutient et prolonge la critique de Vidal-Naquet.
En 1985, la CIA note dans l'un de ses rapports que l'influence des "nouveaux philosophes", devenus « des personnalités médiatiques à sensation » grâce aux « émissions de télévision et de radio à teneur intellectuelle dont les Français raffolent », avait contribué à gagner la bataille de l'opinion en France. Ce « climat » permettrait notamment de couvrir le soutien des États-Unis à des dictatures et groupes paramilitaires anti-communistes en Amérique centrale.

## Critiques
Ce mouvement a suscité des critiques qui mettent notamment en cause sa « pseudo-nouveauté » et sa « dignité philosophique ».

« Quant à la “nouvelle philosophie”, ainsi baptisée par un chapeau d'article, elle apparaît en son essence comme une nouvelle logistique (en ceci même qu'on ne lui a jamais connu d'essence théorique assignable, et qu'elle n'en avait nullement besoin — selon les canons médiatiques). »

— Régis Debray

« L'opération s'apparente à une mise au pas du champ intellectuel. Car Lévy semble plus hargneux envers l'“idéologie du désir” deleuzo-guattarienne qu'à propos des camps soviétiques, et Glucksmann citant Hegel assène que “penser, c'est dominer”, imputant nazisme et stalinisme aux grands philosophes allemands. »

— François Cusset

« Je crois que leur pensée est nulle. Je vois deux raisons possibles à cette nullité. D'abord ils procèdent par gros concepts, aussi gros que des dents creuses, LA loi, LE pouvoir, LE maître, LE monde, LA rébellion, LA foi, etc. Ils peuvent faire ainsi des mélanges grotesques, des dualismes sommaires, la loi et le rebelle, le pouvoir et l'ange. En même temps, plus le contenu de pensée est faible, plus le penseur prend d'importance, plus le sujet d'énonciation se donne de l'importance par rapport aux énoncés vides (« moi, en tant que lucide et courageux, je vous dis..., moi, en tant que soldat du Christ..., moi, de la génération perdue..., nous, en tant que nous avons fait mai 68..., en tant que nous ne nous laissons plus prendre aux semblants... »). Avec ces deux procédés, ils cassent le travail. Car ça fait déjà un certain temps que, dans toutes sortes de domaines, les gens travaillent pour éviter ces dangers-là. »

— Gilles Deleuze
Jean-François Lyotard ironise à leur propos :

« Vos gens mangent beaucoup à la table des médias. Encore une fois, prenez garde davantage aux postures et moins aux significations. C'est l'humour de la pragmatique narrative que vos récits de protestations contre les horreurs du pouvoir, elle les divulgue grâce à des réseaux de pouvoir. »

Pour l'historien Gérard Noiriel, les « nouveaux philosophes » sont des personnes « possédant les titres requis pour pouvoir être considérés comme des “penseurs” (normaliens et agrégés de philosophie), mais davantage attirés par le journalisme que par la recherche, [qui] se lancent dans la publication d'essais grand public qui rencontrent d'emblée un fort succès dans les médias. » Il ajoute que « ce n'est évidemment pas la profondeur de leur pensée qui explique [leur] succès médiatique [mais le] fait que les thèses anticommunistes qu'ils défendent sont en phase avec les discours dominants » de l'époque. »
Christian Jambet et Guy Lardreau, ainsi que Michel Guérin, ont critiqué le courant qu'ils avaient d'abord paru cautionner. Lardreau, Jambet, Guérin avaient publié plusieurs de leurs premiers livres dans la collection de Bernard-Henri Lévy « Figures » chez Grasset en 1975-1978, peu de temps avant de polémiquer publiquement contre le mouvement lancé dans les médias par leur ancien camarade normalien.
Jean-Luc Marion, qui a accédé à la notoriété médiatique en 1977 pour un livre publié dans la collection Figures dirigée par Bernard-Henry Lévy chez Grasset, a lui-même été un temps affilié au mouvement des "nouveaux philosophes" qu'il décrit aujourd'hui comme « non-mouvement pas toujours très philosophique » et dans lequel chacun avait pour mission de « détruire » quelque chose : Jean-Marie Benoist le structuralisme, Philippe Nemo la psychanalyse, Guy Lardreau et Christian Jambet le maoïsme, Glucksmann le léninisme, et lui-même Heidegger.
Le Testament de Dieu est attaqué dans Libre Algérie, journal publié par le Front des forces socialistes, en 1998 : « Le livre du sioniste français Bernard-Henri Lévy – Le Testament de Dieu – est arrivé pour jeter l’huile sur un ancien feu. Ce livre peut être considéré comme une boucherie collective pour la pensée chrétienne et grecque, et personne n’a pour l’instant réagi. Comment se fait-il qu’il n’y ait aucun intellectuel ou journaliste en France en mesure de contrer les idées de cette boucherie ? On ne peut en faire une critique que si l’on prend en compte ce qu’un de nos amis français a appelé le terrorisme juif dans la presse et les moyens de communication français». André Glucksmann a commenté cet article dans Libération (Un dérapage algérien, 7 avril 1998).

### Critiques contemporaines
- François Aubral et Xavier Delcourt, Contre la nouvelle philosophie, Gallimard, 1977
- Jean-François Lyotard, Instructions païennes, Éditions Galilée, 1977. Le groupe des nouveaux philosophes, dont Lyotard analyse les pratiques discursives, est ici appelé la Cie Clavel. Cf. aussi du même, La condition postmoderne, Minuit, 1979, et Le postmoderne expliqué aux enfants (1982-1985), Galilée, 1988
- Gilles Deleuze, « Les “nouveaux philosophes” »[24], supplément au no 24 du bimestriel Minuit, mai 1977
- Guy Lardreau, « Une dernière fois, contre la "nouvelle philosophie" », La Nef, janvier/avril 1978.
- Michel Guérin, Le génie du philosophe. Défense et illustration de la métaphysique en réponse à quelques anti- et nanti-philosophes, dits « nouveaux », Le Seuil, coll. « L'ordre philosophique », 1979
- Pierre Bourdieu, « Le hit-parade des intellectuels français, ou Qui sera juge de la légitimité des juges ? », Homo academicus, Minuit, 1984, annexe 3

### Critiques rétrospectives
- Dominique Lecourt, Les Piètres Penseurs, Flammarion, 1999
- François Cusset, French Theory, La Découverte, 2003, chapitre 14 : « Et pendant ce temps là en France… »
- Didier Eribon, D'une révolution conservatrice et de ses effets sur la gauche française, éditions Leo Scheer, 2007
- Daniel Bensaïd, Un nouveau théologien : Bernard-Henri Lévy, Lignes, 2008
- Michael Christofferson, « Quand Foucault appuyait les "nouveaux philosophes" », Le Monde diplomatique, 2009